# Zofingen
Zofingen (toponimo tedesco) è un comune svizzero di 11 543 abitanti del Canton Argovia, nel distretto di Zofingen del quale è il capoluogo; ha lo status di città.

## Geografia fisica
È un borgo medievale situato all'estremità della valle del Wigger.

## Storia
Il 1º gennaio 2002 ha inglobato il comune soppresso di Mühlethal.

## Monumenti e luoghi d'interesse

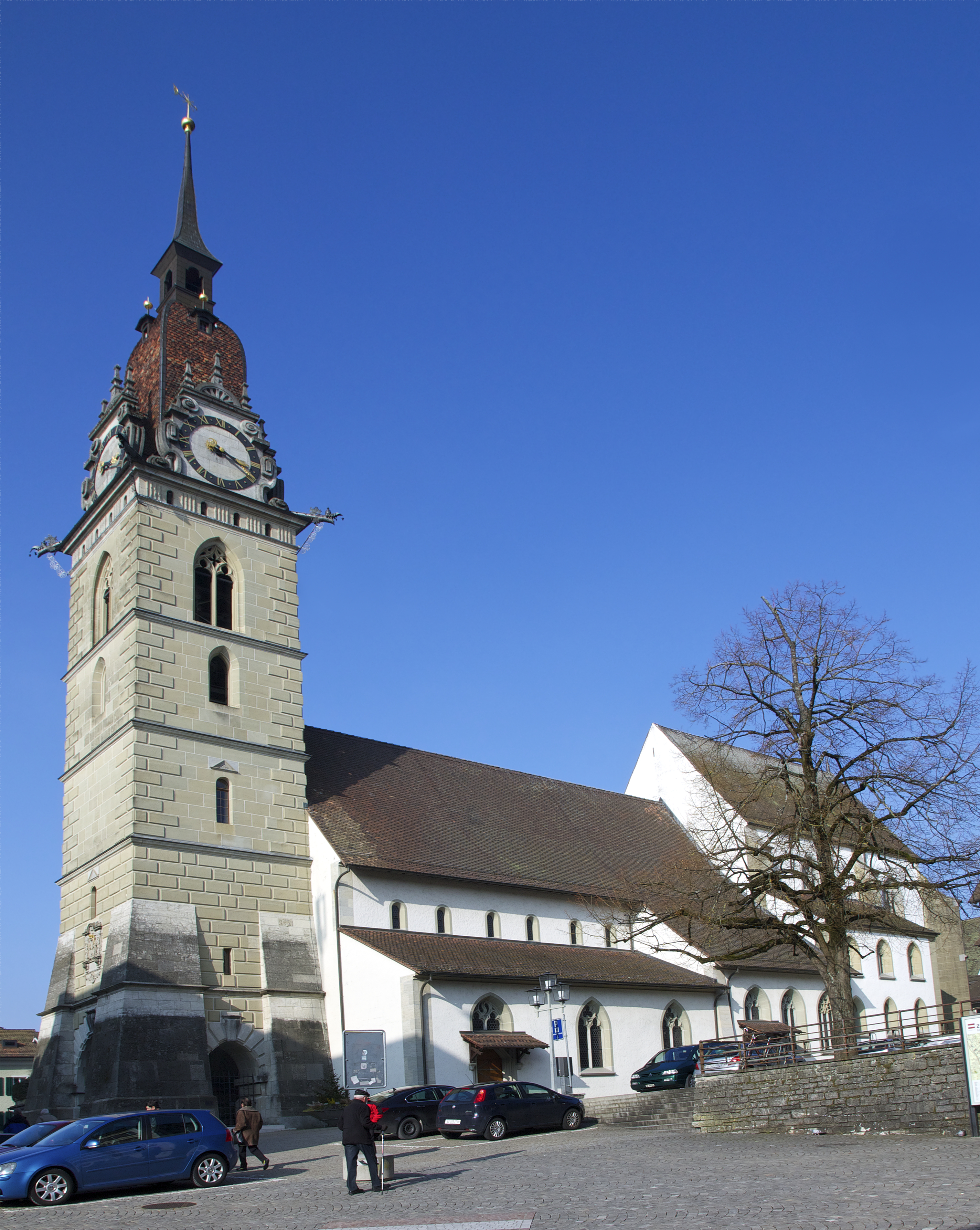
La chiesa riformata

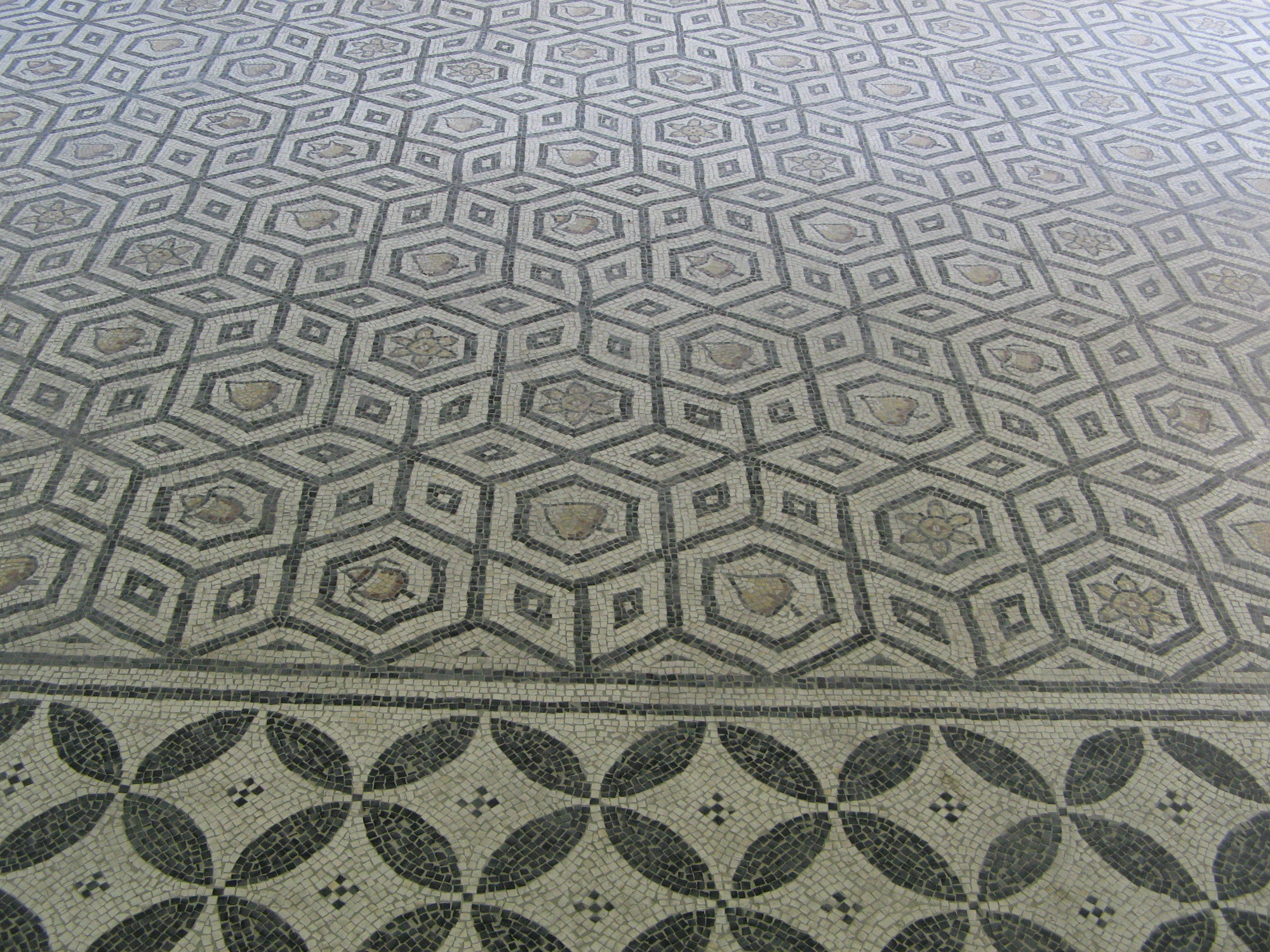
Mosaici della villa romana

- Chiesa riformata, eretta nel 600 circa e ricostruita nell'XI secolo, nel 1344 e nel 1646-1649[1];
- Chiesa cattolica di Cristo Re, eretta nel 1893 e ricostruita nel 1930[1];
- Resti di una villa romana, risalenti al I-IV secolo[1].

## Società

### Evoluzione demografica
L'evoluzione demografica è riportata nella seguente tabella:
Abitanti censiti

## Infrastrutture e trasporti

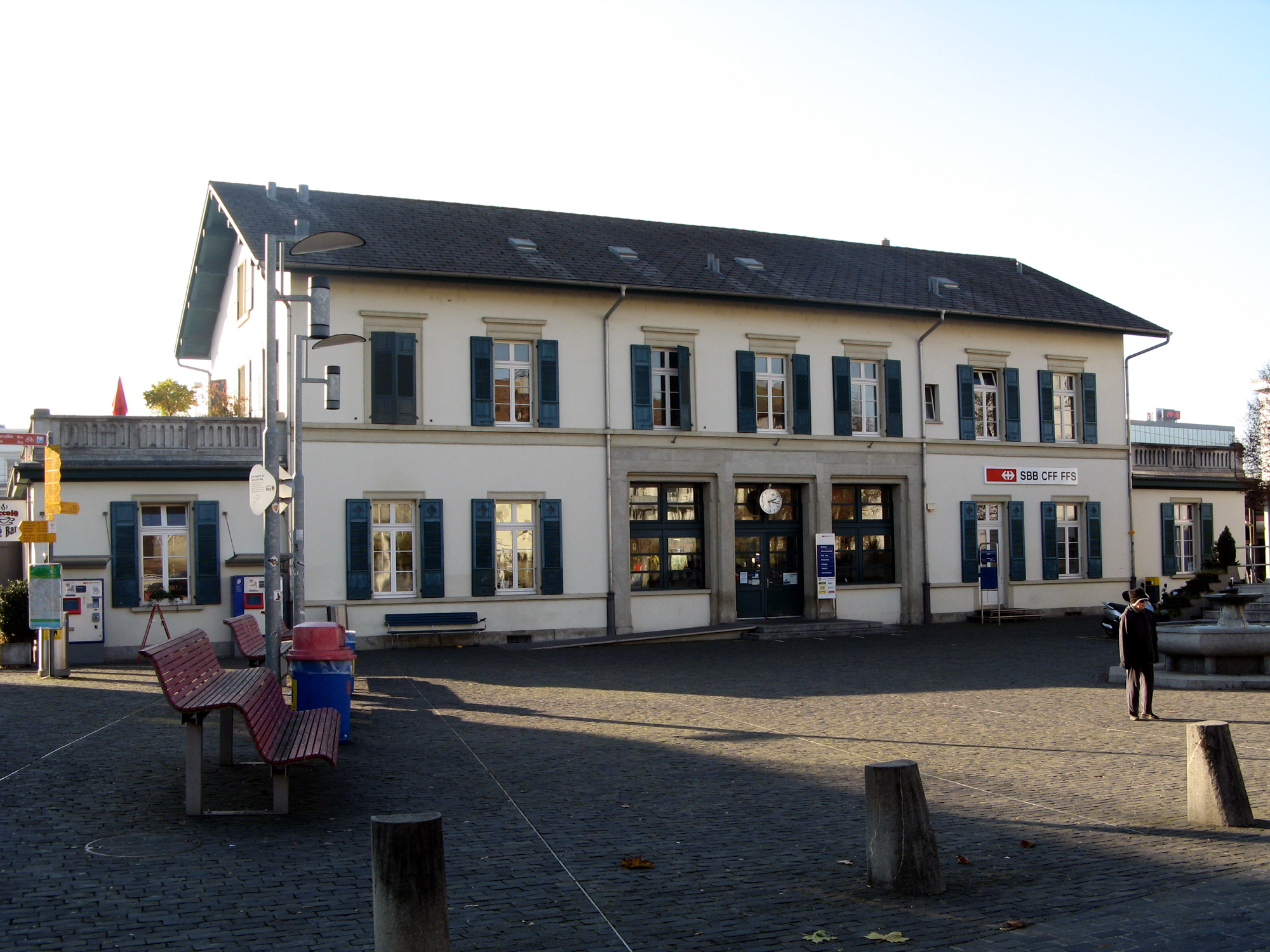
La stazione di Zofingen

Zofingen è servito dall'omonima stazione sulle ferrovie Zofingen-Wettingen (linea S28 della rete celere dell'Argovia) e Olten-Lucerna (linea S8 della rete celere di Lucerna).

## Amministrazione
Ogni famiglia originaria del luogo fa parte del cosiddetto comune patriziale e ha la responsabilità della manutenzione di ogni bene ricadente all'interno dei confini del comune.

## Sport
Zofingen ha ospitato diverse edizioni dei Campionati del mondo di duathlon long distance; vi ha sede la squadra di calcio Sport-Club Zofingen.